# Galaktična longituda
Galaktična longituda ali galaktična dolžina  (oznaka je l) je v astronomiji ena izmed galaktičnih koordinat, ki enolično določajo lego nebesnega telesa v galaktičnem koordinatnem sistemu. Druga koordinata je galaktična latituda. V tem koordinatnem sistemu je galaktični ekvator določen s presečiščem galaktične ravnine z nebesno kroglo. Začetek merjenja galaktične longitude je določen s smerjo proti središču Galaksije.
Galaktične longitude se merijo v kotnih merskih enotah.